# Dietrichsdorf
Dietrichsdorf é uma vila e antigo município da Alemanha localizado no distrito de Wittenberg, estado de Saxônia-Anhalt.
Pertencia ao Verwaltungsgemeinschaft de Elbaue-Fläming. Desde 1 de janeiro de 2011 é parte do município de Zahna-Elster.